# Renicola lari
Renicola lari är en plattmaskart. Renicola lari ingår i släktet Renicola och familjen Renicolidae. Inga underarter finns listade i Catalogue of Life.